# Josef Jakobs

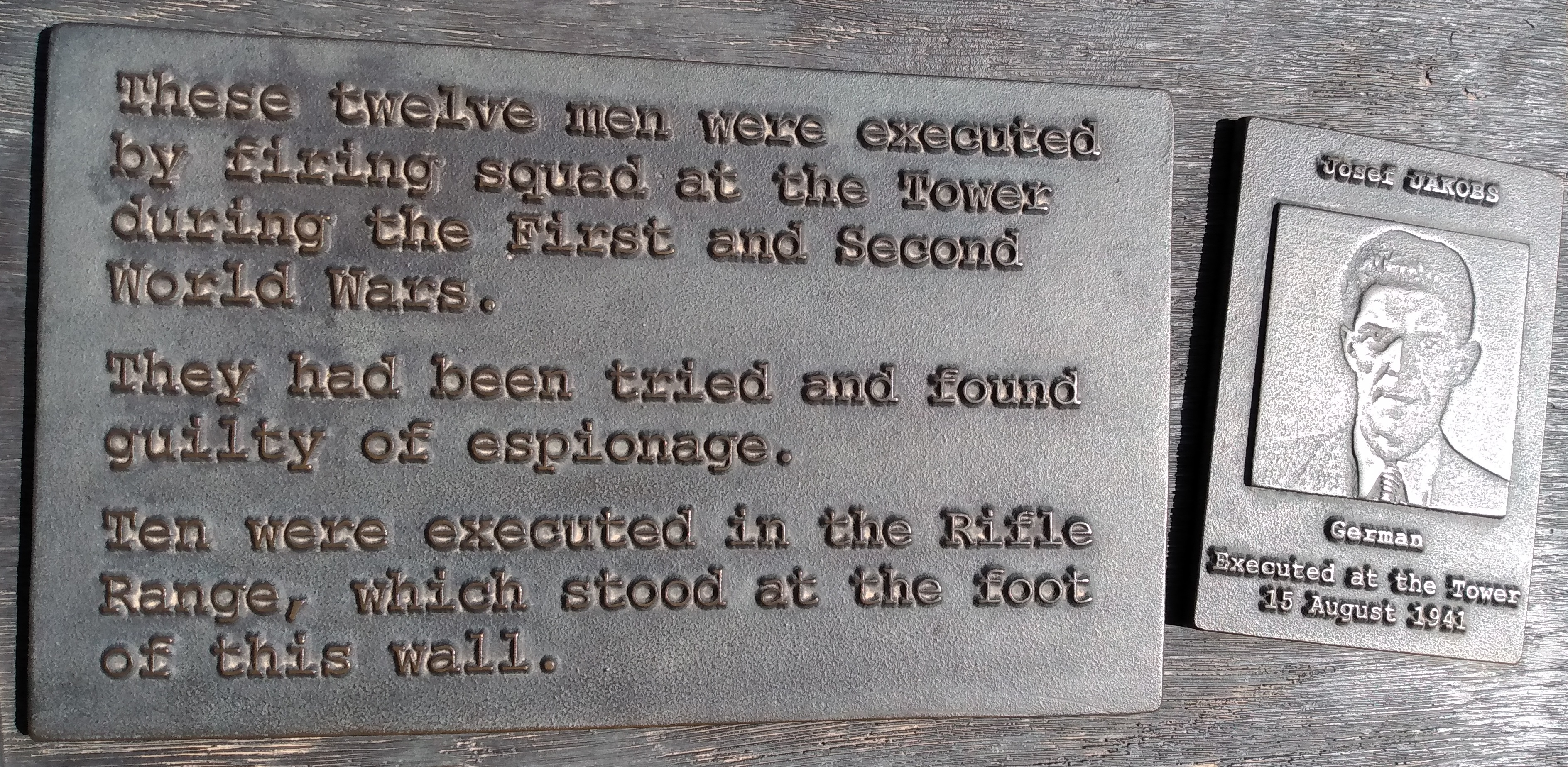
Erinnerungstafeln im Tower

Josef Jakobs (* 30. Juni 1898 in Luxemburg; † 15. August 1941 in London) war ein deutscher Spion im Zweiten Weltkrieg und der letzte Mensch, der im Tower of London hingerichtet wurde.

## Leben
Josef Jakobs wurde als uneheliches Kind des katholischen Geistlichen Kaspar Jakobs und dessen Freundin Emma Lück geboren und trug zunächst den Namen Josef Lück. Nachdem Emma Lück noch weitere Kinder geboren hatte, wurde Kaspar Jakobs schließlich vor die Wahl gestellt, seine Priestergelübde zu erneuern und sich von seiner Familie zu trennen oder die Kinder anzuerkennen und auf eine Karriere als Geistlicher zu verzichten. Er entschied sich für seine Familie und verdiente sein Geld fortan als Lehrer. 1905 heirateten Josef Lücks Eltern in Berlin, ab 1908 trugen die Kinder den Nachnamen ihres Vaters. 1909 eröffnete dieser eine eigene Schule, die vor allem von spanischsprachigen Schülern besucht wurde. Josef Jakobs lernte von diesen etwas Spanisch. 1913 besuchte er kurzfristig ein Internat in Vechta, kehrte aber bald nach Berlin zurück. In der Schule lernte er Latein, Französisch und Griechisch, aber kein Englisch. Seine Schulzeit wurde durch eine freiwillige Meldung zum Kriegsdienst unterbrochen, der wiederum durch eine Rückkehr in die Schule und die Abiturprüfung unterbrochen wurde. 1916 kehrte er ins Heer zurück. Jakobs, der als deutscher Staatsangehöriger in Luxemburg geboren wurde, diente im Ersten Weltkrieg in der deutschen Infanterie und stieg dort zum Leutnant auf. 
Nach dem Krieg begann er offenbar in Deutschland ein Studium der Zahnmedizin, ging aber 1921 nach Buenos Aires und schloss das Studium in Argentinien ab, arbeitete dann aber nicht als Zahnarzt, sondern erfüllte auf einer Farm „clerical duties“. Auf Bitten seiner Eltern kehrte er schließlich nach Deutschland zurück, holte dort seine Examina nach, da die südamerikanischen Zeugnisse nicht anerkannt wurden, und begann Mitte der 1920er Jahre als Zahnarzt oder Dentist zu praktizieren. Am 27. Mai 1926 heiratete er die Zahnärztin oder Dentistin Alma Margarete Knöffler, genannt Grete oder Gretchen. Sie war, wie Jakobs selbst, ein uneheliches Kind. Ihre Mutter heiratete im Jahr 1919 einen jüdischen Geschäftsmann namens Abraham Wolfgang Elkan.
Das erste Kind des Ehepaars Jakobs überlebte die Geburt nicht, das zweite erlitt 1928 einen Geburtsschaden und hatte lebenslänglich epilespieartige Anfälle. 1931 und 1932 folgten zwei weitere Kinder. Im Zuge der Wirtschaftskrise musste Josef Jakobs im April 1932 seine Praxis schließen. Er arbeitete danach zunächst als Vertreter eines jüdischen Buchverlags, dann wurde er Vertreter für Mercedes-Büromaschinen, ehe er sich 1933 verspekulierte. Da er keine Lizenz für Warenim- oder -exporte besaß, ging das Geld verloren, das er durch den Import von Dosenfrüchten zu vermehren gehofft hatte. Danach tat er sich mit dem Chemiker Werner Goldstein zusammen, schmuggelte 3000 Reichsmark in die Schweiz und begann in der Schweiz Goldlegierungen als echtes Gold zu verkaufen. Auch für den Handel mit echtem Gold hätten die beiden Deutschen eine Erlaubnis benötigt, sie konnten die Behörden jedoch zunächst davon überzeugen, dass es sich um Gold aus Flüchtlingshänden handele, und erhielten tatsächlich eine Genehmigung. Dies gelang auch noch ein zweites Mal, woraufhin Jakobs das Geld mit vollen Händen ausgab, als seine Ehefrau ihn im Sommer 1934 besuchen kam. Eine dritte Erlaubnis, in der Schweiz „Gold“ zu verkaufen, wurde ihm aber verwehrt und im September 1934 wurden Jakobs und Goldstein von der Schweizer Polizei festgenommen. Aus der Untersuchungshaft wurde eine Gefängnisstrafe, als außerdem herauskam, dass sie nicht mit reinem Gold gehandelt hatten. Jakobs war nicht in der Lage, seine Frau darüber zu informieren, dass er im Gefängnis saß und kein Geld mehr nach Hause schicken konnte. Am 20. Juni 1937 wurde er aus der Haft entlassen und nach Deutschland abgeschoben. 
Seit 1931 kannte er den Oberleutnant Egon Rammrath. Dieser wiederum hatte Verbindungen zu dem Juristen Jürgen Ziebell, der ursprünglich Staatsanwalt gewesen war, jetzt aber mit der Beschaffung von Visa für ausreisewillige Juden, Naturalisierungen und mit „Arisierungen“ große Geldsummen verdiente, wobei er regelmäßig die deutschen Behörden bestach. Er schaffte es unter anderem auch, Insassen von Konzentrationslagern freizukaufen. Er bot Josef Jakobs eine Prämie für jeden reichen „Klienten“ an, den Jakobs ihm zuführen würde. Jakobs arbeitete 14 Monate für Ziebell und verdiente in dieser Zeit ungefähr 150000 Reichsmark. 
Eine seiner Klientinnen aus dieser Zeit war Lily Knips, die nach dem Tod ihres „arischen“ Ehemanns eine Möglichkeit suchte, Deutschland verlassen zu können. Josef Jakobs bot ihr einen irischen Pass zu Sonderkonditionen an, mit dem sie in England hätte arbeiten können. Aber nachdem Lily Knips Bekanntschaft mit Rammrath und Ziebell gemacht hatte, fühlte sie sich abgeschreckt und verzichtete auf diese Möglichkeit der Emigration. Sie blieb jedoch mit Jakobs in Kontakt und dieser konnte sie überreden, einen Teil ihres Geldes in das Schweizer Geschäft eines Herrn Seiler zu investieren, der versprach, dafür Geld für sie auf einem Londoner Konto zu deponieren. Bei einem Besuch bei ihrem Sohn Lothar, der in London lebte, schöpfte dieser einen Verdacht und überredete seine Mutter, nach ihrer Rückkehr nach Deutschland die Geschäfte des Herrn Seiler genauer überprüfen zu lassen. Dabei stellte sich heraus, dass Seiler nicht, wie er behauptet hatte, die Genehmigung der Devisenstelle besaß, jüdisches Vermögen anzukaufen. Lily Knips konnte sich aus der ganzen Affäre noch herausziehen und äußerte ihren Ärger gegenüber Jakobs, der nun zugab, dass er den betrügerischen Seiler im Gefängnis kennengelernt hatte. Jakobs versuchte ihr weiterhin Angebote zu machen, die eine Emigration möglich gemacht hätten. Obwohl mittlerweile gewarnt, hielt sie den Kontakt mit Josef Jakobs aufrecht. Dieser erzählte ihr im Oktober 1938, dass sowohl Ziebell als auch Rammrath von der Gestapo verhaftet worden waren. Kurz darauf fiel auch er selbst der Gestapo in die Hände: Der jüdische Rechtsanwalt Dr. Hans Blum, der einst mit den Passgeschäften für Auswanderungswillige begonnen hatte, hatte nach seiner Verhaftung Rammraths Namen preisgegeben und über diesen war die Gestapo auf Jakobs aufmerksam geworden. Dessen Familie hatte sich außerdem laut Josef Jakobs verdächtig gemacht, weil die Kinder katholische Schulen besuchten, der jüngste Sohn einen englischen Vornamen trug und Josef Jakobs keiner Naziorganisation beigetreten und überdies Mitglied der Zentrumspartei war. Sein Geld wurde nach der Verhaftung nicht konfisziert. Er saß aber bis zum 24. Juli 1939 in Moabit in Untersuchungshaft und wurde dann wegen Schwarzmarktaktivitäten verurteilt und ins KZ Sachsenhausen überstellt. Dort war er bis zum 22. März 1940 inhaftiert.
Für September 1940 hatte Nazideutschland das Unternehmen Seelöwe, die Invasion in England, geplant. Voraussetzung dafür war aber, wie Hitler von den Zuständigen erfahren musste, die Zerstörung der Royal Air Force. Ferner wollte man Spione nach England einschleusen, die von dort aus Informationen über die Wetterbedingungen funken und bei Beginn der Invasion die eintreffenden deutschen Truppen an ihre Einsatzorte dirigieren sollten. Die Männer, die man für diese Aufgaben anzuheuern versuchte, mussten nur einen begrenzten Zeitraum in dem fremden Land überstehen und brauchten nicht die für einen Spion sonst üblichen Qualifikationen. Man schaltete Zeitungsanzeigen und warb in Gefängnissen für diese Tätigkeit. Die Tatsache, dass einige der vermeintlich bereits für Deutschland arbeitenden Kräfte Doppelagenten waren, sollte für die neu angeworbenen Spione verderblich werden: Einer der Doppelagenten spielte den Deutschen britische Papiere und Bezugsscheinhefte, die mit unauffälligen Fehlern präpariert worden waren, in die Hände. Die Deutschen bemerkten davon nichts und kopierten die Dokumente samt den verräterischen Fehlern für ihre neu angeworbenen Kräfte.
Im Zweiten Weltkrieg wurde Jakobs im Juni 1940 zunächst als Leutnant in die Wehrmacht eingezogen. Als bekannt wurde, dass Jakobs zuvor straffällig geworden war und von 1935 bis 1937 in der Schweiz im Gefängnis gesessen hatte, musste er den Dienst als Offizier quittieren. Nach seiner Degradierung zum Feldwebel wurde er in den meteorologischen Dienst der Wehrmacht versetzt.
Im Laufe des Jahres 1940 bewarb sich Josef Jakobs bei der „Abwehr“. Möglicherweise versprach er sich dadurch Sicherheit vor der Gestapo; zudem fürchtete er wahrscheinlich um seinen ältesten Sohn, dessen Anfälle womöglich als Erbkrankheit gedeutet werden würden. Die Aufgaben für kaum trainierte Spione wurden zu diesem Zeitpunkt intern bereits als Himmelfahrtskommando bezeichnet und Jakobs war schon aufgrund seines Alters und seiner mangelnden englischen Sprachkenntnisse eigentlich kein geeigneter Kandidat, erhielt aber schließlich doch eine Zusage und quartierte sich am 22. September 1940 im Hamburger Hotel Reichshof ein. Von dort aus nahm er Kontakt mit Julius Jacob Boeckel auf, der, selbst ein Neuling auf diesem Gebiet, die Spione in spe trainieren sollte. Unter anderem sollte Jakobs Englischunterricht in der Berlitz School in Hamburg nehmen. 

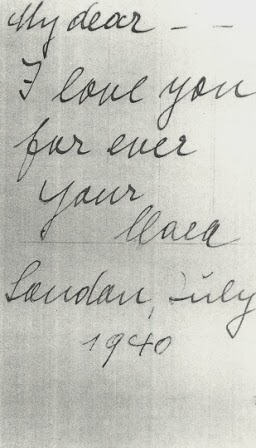
Eine englischsprachige Liebeserklärung Klara Bäuerles, die Jakobs bei seiner Verhaftung bei sich hatte

Der einzige „Kollege“, den er in dieser Zeit kennenlernte, war Karel Richard Richter. Die beiden Männer verbrachten ihre freien Abende oft im Café Dreyer, wo Bernard Ettés Orchester aufspielte. Während Richter die Sängerin, die mit diesem Orchester auftrat, wenig attraktiv fand, fühlte Josef Jakobs sich zu Klara Bäuerle hingezogen. Doch im Oktober 1940 verließen Orchester und Sängerin Hamburg, um auf eine Tournee zu gehen, und Jakobs konzentrierte sich auf seine Ausbildung zum Spion. Insbesondere musste er lernen, möglichst schnell zu morsen und seine Botschaften zu codieren. Im Fallschirmspringen wurde er nicht trainiert. An einem der Wochenenden, die er in Berlin verbringen konnte, nahm er seine Frau in die Neue Welt in der Hasenheide mit und stellte sie Klara Bäuerle vor, die dort gerade gastierte. Danach zogen Jakobs und Bäuerle gemeinsam in das Hamburger Hotel Sorgenfrei. Jakobs versuchte Boeckel davon zu überzeugen, Klara Bäuerle ein Engagement bei der Truppenbetreuung zu vermitteln, weil sie bei Etté nicht besonders gut bezahlt wurde.
An dem Wochenende in Berlin hatte Jakobs auch einen alten Freund namens van Hees getroffen und ihm anvertraut, dass er nicht vorhabe, von England aus Informationen nach Deutschland zu funken. Stattdessen wolle er sich dem dortigen Geheimdienst anschließen oder in die USA weiterreisen. Anfang Januar wurde Jakobs aus seinem Heimaturlaub nach Hamburg zurückbeordert. Dort konfrontierte man ihn mit einer schriftlichen Denunziation durch van Hees. Jakobs behauptete daraufhin, er habe seine Äußerungen gegenüber van Hees nur getätigt, um festzustellen, ob dieser loyal sei. Es blieb unklar, ob er damit die Wahrheit sagte. Nachdem entschieden worden war, dass Jakobs nach wie vor als Spion genutzt werden sollte, wurde er nach Den Haag gebracht und dort weiter trainiert. In Den Haag traf er erneut mit Richter zusammen. Während er auf seinen Einsatz wartete, schrieb er Abschiedsbriefe an seine Frau und Briefe an Klare Bäuerle, in denen er sie um einen Besuch bat. Am 21. Januar 1941 musste er aber erfahren, dass Bäuerle im Krankenhaus lag.
Am 31. Januar 1941 war das Wetter günstig für einen Fallschirmabsprung über England. Jakobs wurde nach Amsterdam transportiert und erhielt unter anderem Bargeld, eine Landkarte und britische Ausweispapiere. Sie lauteten auf den Namen James Rymer. Dieser Rymer hatte wirklich existiert, war aber beim Londoner „Blitz“ ums Leben gekommen.
Schon vor dem Absprung aus dem Flugzeug über der damaligen Grafschaft Huntingdonshire verletzte Jakobs sich offenbar das rechte Bein; spätestens bei der Landung brach er sich den rechten Knöchel und das rechte Bein. Er grub seinen Sender in den Ackerboden ein und zerriss seine Codierscheibe, konnte sich aber von der Stelle, an der er gelandet war, nicht wegbewegen. Auf dem Feld in der Nähe der Kleinstadt Ramsey wurde er am Morgen des 1. Februar 1941, nachdem er durch etliche Schüsse auf sich aufmerksam gemacht hatte, aufgefunden, festgenommen und in das Gefängnis im Londoner Stadtteil Brixton gebracht. Er erwähnte schon bei einem der ersten Verhöre eine Tante in den USA, zu der er fliehen wolle, und seine Bekanntschaft mit Lily Knips, die die einzige Person sei, die er in England kenne. Lily Knips war es 1939 auch ohne Jakobs' Hilfe gelungen, nach London zu emigrieren.
Die Spionageabwehr der britischen Armee prüfte zunächst, ob Jakobs als Doppelagent in Frage kommen könnte. Weil er mehr Bargeld bei sich getragen hatte als andere Spione, die man schon gefangen hatte, mutmaßte man zunächst, er habe eine besondere Funktion. Doch erstens zog sich Jakobs' Genesung in die Länge und zweitens machte das Gerücht vom Fallschirmspringer mit dem gebrochenen Knöchel ziemlich schnell die Runde. Dick White, der in die Untersuchungen des Falles involviert war, schrieb am 17. Februar 1941 eine Notiz: „Obviously we can nothing do with Jakobs as the news of his arrest is now far and wide [...]“
Nachdem man sich gegen eine Verwendung als Doppelagent entschieden hatte, wurde Josef Jakobs am 4. August 1941 vor ein in Chelsea nichtöffentlich und geheim tagendes Militärgericht gestellt und am 5. August nach dem Treachery Act, einem 1940 verabschiedeten Antispionagegesetz, der versuchten Spionage zu Gunsten des Feindes schuldig gesprochen und zum Tod durch Erschießen verurteilt. Er selbst hatte auf nicht schuldig plädiert. Nach dem Urteil wurde Jakobs aus unbekannten Gründen in den Tower of London verbracht, wo zu dieser Zeit auch Rudolf Heß gefangen gehalten wurde. Jakobs stellte erfolglos ein Gnadengesuch an König Georg VI., in dem er behauptete, er wolle zum Vereinigten Königreich überlaufen, um gegen die Nazis zu kämpfen. Er bat darum, die Vollstreckung der Todesstrafe bis Kriegsende auszusetzen, um dann seine Unschuld beweisen zu können.

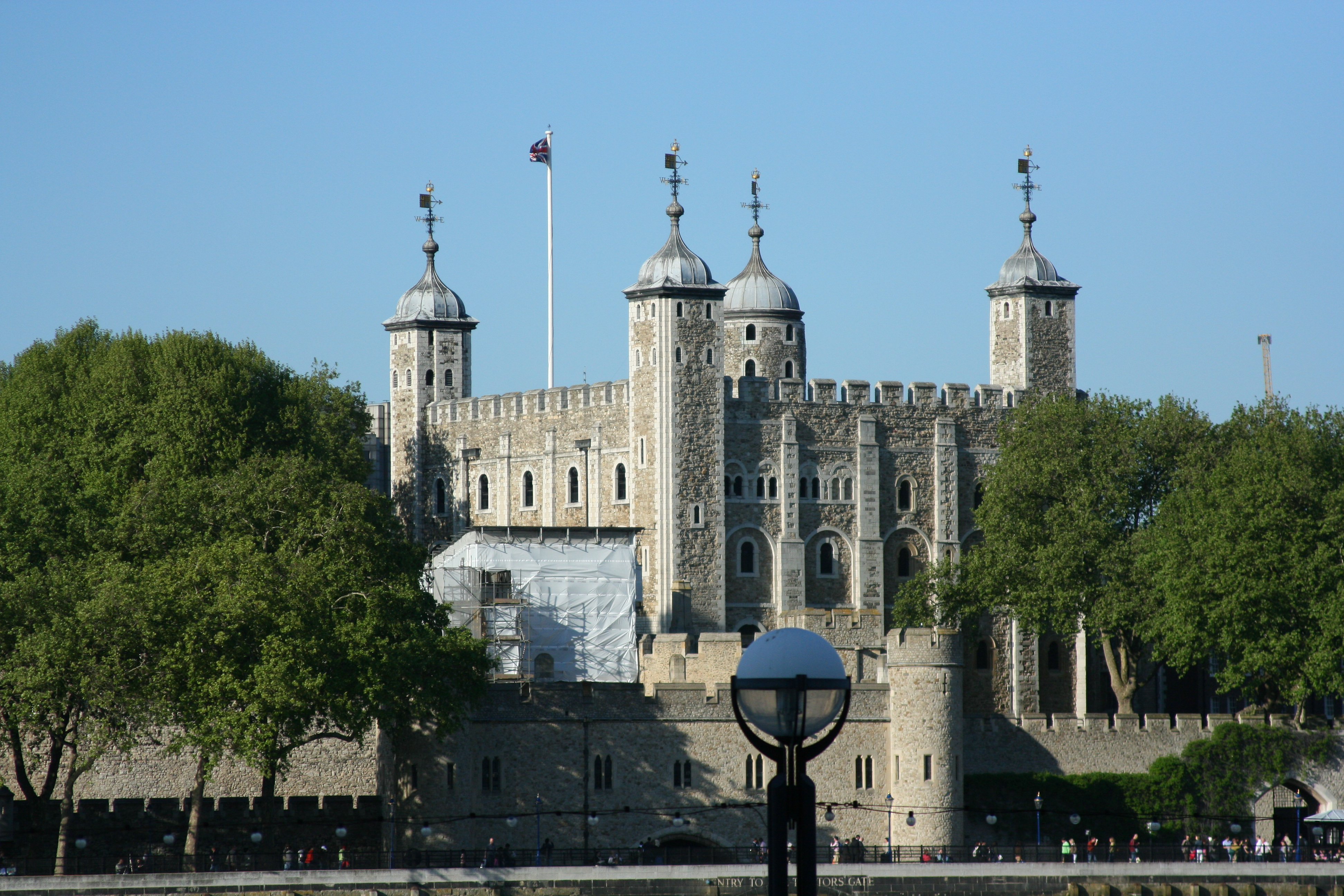
Tower of London

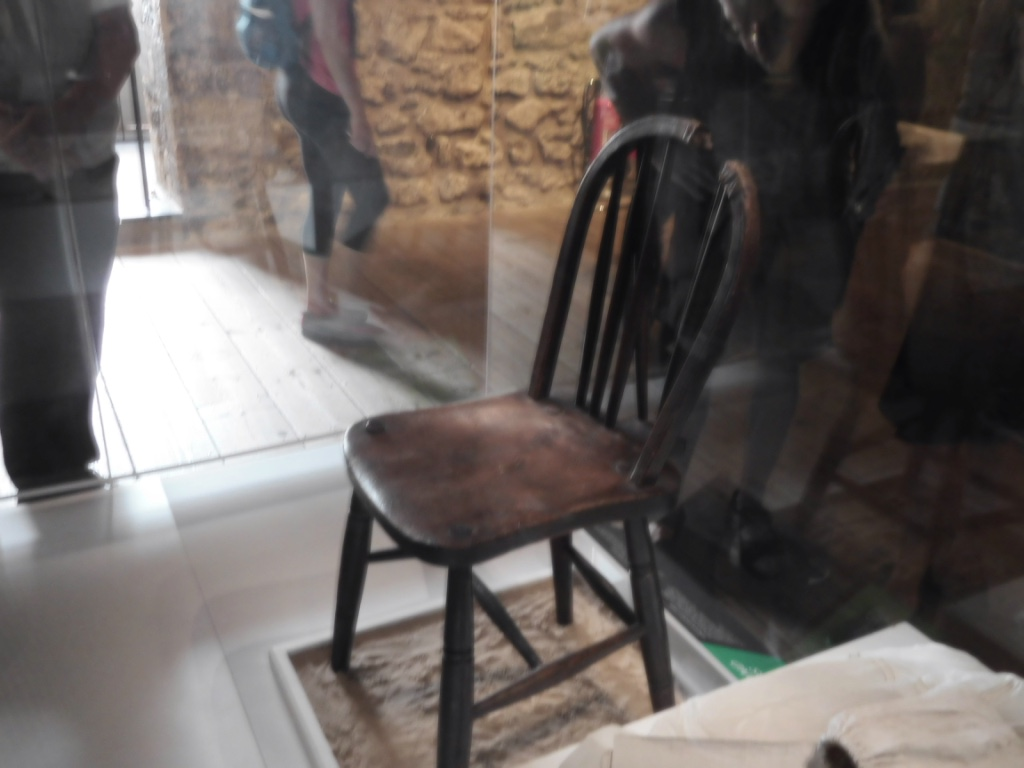
Auf diesem Stuhl sitzend wurde Jakobs exekutiert.

Am Morgen des 15. August 1941 wurde Josef Jakobs im Tower of London von einem achtköpfigen Erschießungskommando der Scots Guards hingerichtet. Weil er wegen seiner Knochenbrüche im rechten Bein nicht stehen konnte, fesselte man ihn für seine Erschießung sitzend an einen Stuhl. Dieser Stuhl gehörte zu den Exponaten einer öffentlichen Ausstellung im Tower im Jahr 2004. Als Katholik wurde Jakobs auf dem katholischen Friedhof St. Mary's in Kensal Green in einem unmarkierten Grab beigesetzt.
Jakobs hinterließ seine Ehefrau und drei Kinder. Ein Abschiedsbrief an Gretchen, den er kurz vor seiner Exekution im Tower schrieb, erreichte die Adressatin nie. Jakobs' Witwe starb 1970, ohne erfahren zu haben, was mit ihrem Mann geschehen war. Der Brief wurde der Familie erst 1993 übergeben.
Seine Enkelin Giselle K. Jakobs, Tochter des jüngstens Sohnes Raymond, befasste sich intensiv mit der Geschichte ihres Großvaters. Dabei entstand unter anderem das Buch The Spy in the Tower.